# 藤原弘経
藤原 弘経（ふじわら の ひろつね）は、平安時代前期の貴族。藤原北家、権中納言・藤原長良の五男。陽成天皇の外伯父。

## 経歴
清和朝の貞観3年（861年）讃岐権掾に任ぜられる。貞観6年（864年）正月に従五位下に叙爵し、同年6月には讃岐権介に昇進する。貞観8年（866年）侍従に任ぜられるが、貞観12年（870年）加賀権守に転じると、貞観15年（873年）には讃岐権介に再任されるなど、清和朝後期は再び地方官を歴任する。貞観17年（875年）左衛門佐に任ぜられて京官に復す。
元慶元年（877年）甥にあたる陽成天皇の即位に伴って従五位上に叙せられると、元慶3年（879年）にも正五位下に昇叙される。元慶6年（882年）頃から病に伏せるが、外伯父にあたる事から陽成天皇が特に憐れみ、病床にもかかわらず同年12月末に従四位下への叙位が行われた。翌元慶7年（883年）正月には越前権守に任ぜられるが、任官の4日後に卒去した。享年45。最終官位は従四位下行越前権守。

## 人物
生まれつき言葉を発する事が少なく流暢に話せなかった。高尚な話をする場合に、上手に言葉を表現できなかったという。

## 官歴
『日本三代実録』による。
- 貞観3年（861年） 日付不詳：讃岐権掾
- 時期不詳：正六位上
- 貞観6年（864年） 正月7日：従五位下。6月28日：讃岐権介
- 貞観8年（866年） 正月13日：侍従
- 貞観12年（870年） 正月25日：加賀権守
- 貞観15年（873年） 日付不詳：讃岐権介
- 貞観17年（875年） 日付不詳：左衛門佐
- 貞観19年（877年） 正月3日：従五位上
- 元慶3年（879年） 日付不詳：兼加賀権守。11月25日：正五位下
- 元慶6年（882年） 12月29日：従四位下
- 元慶7年（883年） 正月11日：越前権守。正月15日：卒去（従四位下行越前権守）

## 系譜
『尊卑分脈』による。
- 父：藤原長良
- 母：藤原乙春（藤原総継の娘）
- 生母不詳の子女
  - 男子：藤原宜春
  - 男子：藤原近相
  - 男子：藤原輔相